# P2SP
P2SP（Peer to Server and to Peer），即「点对服务器和点」技术，是一种下载协议。“点”（Peer）即网络节点或终端，通常可以理解为用户的個人電腦。P2SP整合了P2P与P2S技术。在稳定性和速度方面，P2SP协议比传统的P2P或P2S有了较大的提高。迅雷是中國大陸主要的P2SP型下载软件。

## 原理
P2SP实际上是P2P技术的延伸，它不仅支持P2P技术，同时还通过检索数据库把服务器资源和P2P资源整合到了一起。用户下载某一个文件的时候，服务器会自动搜索其他资源，选择合适的资源进行下载，这使得迅雷及其他P2SP下载器在下载的稳定性和速度上，比传统的P2P方式有很大的提高。P2SP可以在减少服务器带宽成本的同时，也提高了下载速度。